# Chthonius Linea
La Chthonius Linea è una struttura geologica della superficie di Europa.